# Gentski zvonik
91-metrov visok zvonik je eden od treh srednjeveških stolpov, ki obvladujejo staro mestno jedro Genta v Belgiji, druga dva pripadala stolnici svetega Bava in cerkvi svetega Nikolaja. Je najvišji zvonik v Belgiji.  Gentski zvonik skupaj s pripadajočimi stavbami pripada vrsti belgijskih in francoskih zvonikov, vpisanih na Unescov seznam svetovne dediščine. 

## Zgodovina gradnje
Gradnja stolpa se je začela leta 1313 po zasnovi mojstra Jana van Haelsta. Njegovi načrti so še vedno ohranjeni v mestnem muzeju Genta. Po prekinitvi zaradi vojne, kuge in političnih pretresov je bila gradnja končana leta 1380. Konec tega obdobja je bil na vrhu postavljen pozlačen zmaj, prinesen iz mesta Brugge. Najvišji deli stavbe so bili večkrat obnovljeni, deloma zato, da bi omogočili namestitev vedno več zvonov.
Lokalni arhitekt Lieven Cruyl je leta 1684 oblikoval baročni zvonik. Njegova zasnova ni bila uresničena, leta 1771 je bil zvonik dokončan po oblikovanju Louisa 't Kindta. Na stolpu je bil leta 1851 postavljena neogotska konica iz litega železa, a je bila porušena med letoma 1911 in 1913. Nadomestila jo je trenutna kamnita konica. Dela so potekala pod vodstvom Valentina Vaerwijka, katerega zasnova je bila navdihnjena z izvirno obliko iz 14. stoletja. 

## Vloga zvonika
V stoletjih so zvonik uporabljali za napovednik časa in različna opozorila, pa tudi kot utrjeno stražnico in kraj, na katerem so bili shranjeni dokumenti, ki dokazujejo občinske privilegije. 
Zvonovi v zvoniku so se prvotno uporabljali samo za verske namene. Postopoma so zvonovi dobili sekularno vlogo z urejanjem vsakdanjega življenja v rastočem srednjeveškem mestu. Alarmni zvonec Roeland, ki je bil nameščen v zvoniku leta 1325, se je od leta 1378 naprej uporabljal tudi kot urni zvonec. Ob uri zvonjenja so sledili opozorilni signali na treh manjših zvonovih z različnimi toni. To je bil predhodnik kariljona (glasbeni instrument, ki je običajno v zvoniku cerkve ali občinske stavbe, sestavlja ga najmanj 23 litih bronastih zvonov). Zgradila sta ga znana izdelovalca zvonov Pieter in François Hemony v 17. stoletju in tehta 30 ton. Kariljon ima po obnovi leta 1982 53 zvonov. Leta 1993 mu je bil dodan še en zvon, imenovan Robert, z jasnim zvokom.
Prci zvonec v stolpu, ki se imenuje Roeland, je bil uporabljen tudi za opozarjanje državljanov Genta o bližnjem sovražniku ali zmagi v bitki. Potem ko si je Karel V., sveti rimski cesar, podredil Gent, ki se mu je uprl, je odredil odstranitev Roelanda. Henry Wadsworth Longfellow se je v svoji pesmi Zvonik iz Bruggeja skliceval na Roelanda. 
Zvonik nastopa tudi v mestni himni, opozarja na ogenj ali poziva Gentčane, da branijo deželo.

## Dvorana tekstila inMammelokker
Pravokotna dvorana, ki meji na zvonik, je bila zgrajena kot prostor za poslovanje s tkaninami, zaradi katerih je mesto v srednjem veku postalo bogato. V notranjosti so bile uradno pregledane in izmerjene ter sklenjene kupčije. Ko je izdelovanje tkanin izgubilo pomen, je dvorana pritegnila nove uporabnike, med njimi ceh milice in šolo sabljanja. Gradnja dvorane tekstila se je začela leta 1425 in se končala 20 let kasneje, vendar le sedem od enajstih načrtovanih obokov. Leta 1903 je bila struktura razširjena s štirimi oboki v skladu s prvotnim načrtom.
Majhen prizidek iz leta 1741, imenovan Mammelokker, se je uporabljal kot vhodna in stražarska četrt mestnega zapora, ki je zasedal del stare dvorane od 1742 do 1902. Ime se nanaša na skulpturo rimske dobrodelne ustanove ((latinsko Caritas romana), ki stoji visoko nad vhodnimi vrati. Predstavlja rimsko legendo o zaporniku Cimonu. Cimon je bil obsojen na smrt zaradi lakote, vendar je preživel in bil na koncu osvobojen, zahvaljujoč svoji doječi hčerki Pero, ki ga je med obiski na skrivaj dojila. Njena nesebičnost je navdušila uradnike in so ga osvobodili. Izraz 'mammelokker' pomeni sesalec dojk. 